# Stazione di Castelluccio
La stazione di Castelluccio è una fermata ferroviaria posta sulla linea Sicignano-Lagonegro, nel comune di Sicignano degli Alburni. È situata nella località di Pellicara ed è lo scalo della frazione sicignanese di Castelluccio Cosentino. Si trova fra le stazioni di Sicignano degli Alburni e Galdo.

## Storia
La fermata di Castelluccio venne attivata il 1º agosto 1939.
Costruita per i contadini della zona, ha avuto sempre il minor numero di corse assieme con Casaletto Spartano-Battaglia; incrementando, quasi paradossalmente, il numero di corse (autobus sostitutivi) subito dopo la chiusura della linea. Nell'ambito della riapertura della linea è la stazione a maggior rischio di soppressione data la sua posizione: Per raggiungere il paese con l'unica strada carreggiabile, infatti, bisogna percorrere circa 12 km passando anche per la stazione di Galdo, che in questo senso risulta più vicina e fruibile, data la sua posizione sulla SS 19. L'ipotesi di asfaltamento e riassestamento della tortuosa strada Pellicara-Castelluccio, che lambisce le rive del fiume Tanagro, ridurrebbe a soli 2 km la distanza stradale fra scalo e paese.

## Strutture e impianti
La stazione è tecnicamente una fermata per via del suo unico binario al servizio passeggeri. È l'unica della linea a non avere un vero e proprio fabbricato viaggiatori, dato che sul marciapiedi è presente una sorta di grande paratia metallica (con sotto due panchine e parzialmente invasa dalla vegetazione), che ne fa le veci. Al lato sud dello scalo è presente un ponte in pietra sul quale s'inerpica un sentiero che la collega al paese di Castelluccio, ai piedi del quale risiede la stazione. La fermata dell'autobus sostitutivo FS si trova sulla SS 19, nel punto in cui si trova l'incrocio stradale con le strade verso Castelluccio e Galdo.

## Movimento
Dopo la chiusura nel 1987, avvenuta per la correlata chiusura della linea Battipaglia-Potenza-Metaponto per elettrificazione, chiusura che tagliava la linea dal resto della rete; la linea è stata servita da corse sostitutive di autobus. Dopo la riapertura della Battipaglia-Potenza-Metaponto, nel 1993, la linea non è tuttavia stata riattivata, proseguendo con le corse sostitutive.
Per i primi dieci anni, Castelluccio ha potuto contare su otto coppie di relazione di autobus sull'intera tratta, con alcune corse da/per Battipaglia e Salerno. Dal 1997 al 2004 le coppie di relazione si sono ridotte a tre sulla sola tratta Sicignano-Polla, dal 2005 al 2006 a due, e dal 2007 ad una. Dal 9 dicembre 2007 le fermate intermedie tra Sicignano e Polla hanno perso l'unica coppia di corse sostitutive e sono state cancellate dall'orario Trenitalia.